# Seleção Ucraniana de Voleibol Feminino
A seleção ucraniana de voleibol feminino é uma equipe europeia composta pelas melhores jogadoras de voleibol da Ucrânia. A equipe é mantida pela Federação Ucraniana de Voleibol (Ukrainian Volleyball Federation). Encontra-se na 35ª posição do ranking mundial da FIVB segundo dados de 7 de agosto de 2017.. O maior feito do sua história foi a conquista da Liga Europeia em 2017.